# 音素文字の歴史
音素文字の歴史（おんそもじのれきし）は、音素文字（音素が表記の単位になっている文字体系：アブジャド、アブギダ、アルファベット）の歴史を説明する。
音素文字の出現は、文字の歴史のはじまりから千年以上も下った古代エジプトに始まる。紀元前2000年頃に、初めて独立した音素文字が出現した。これは、エジプトのセム人労働者が言語を表現するのに使ったもので、エジプトヒエログリフの表音的な部分から派生したものだった（ワディ・エル・ホル文字と原シナイ文字参照）。今日の音素文字のほとんどは、この文字体系の直系の末裔（たとえばギリシア文字、ラテン文字など）であるか、少なくともそれらのアルファベットに影響を受けて生まれて変化したものである。

## 前史
紀元前4千年紀後半までに不動の地位を確立した文字体系は、シュメール、アッカド、バビロニアの楔形文字とエジプトのヒエログリフ系文字くらいで、その地位を脅かすような文字体系はなかった。このふたつの文字体系は千年にわたって使われ続けた。楔形文字は各地にひろまったが、中でも特筆すべきは交易路を通じて地中海沿岸地域に伝わったものと、西方のユーフラテスに伝わったものである。紀元前3千年紀から紀元前2千年紀にかけて楔形文字はさまざまな言語に適応していったが、エジプト人らの表記体系が他の言語で使われることはなかったようである。この頃クレタではレヴァントの後期青銅器時代に入っており、線文字Aや線文字Bがおこっていた。

### エジプトでの端緒
紀元前2700年頃の古代エジプト人は、自身の言語の子音ひとつひとつを表せる22の文字をつくり出していた。そしてこれらは、紀元前23世紀には語頭や語末の母音をも表せるようになっていたらしい。これらの文字を、表語文字の読みを助けたり、文法的な屈折を表現するのに用いたほか、後には借用語や異邦の名前を音写するのにも用いた。この表記体系は音素文字の性格を帯びていたわけだが、音素文字だけで表記することはなかった。
最初の独立した音素文字体系は、紀元前2000年前後（あるいは紀元前1900年以降）にエジプト中部のセム人労働者がつくり出していたと考えられる。シナイ半島の遺跡セラビット・エル・カディムやエジプトのワディ・ホルにある岩の刻印などが最古とされてきた（もっとも近年は、シリアの都市テル・ウム・エル・マラの墓から発見された紀元前2400年前の円筒に刻まれていたものが最古ではないかという発表も出ている）。5世紀にわたってこれは北方へとひろまり、世界中のさまざまな音素文字がここから生じた。また、こうして生まれた文字体系のいずれかに影響を受けて生じたものもある。ただしメロエ文字は例外であるかもしれない。これは紀元前3世紀にヌビアのヒエログリフがエジプト南部で適応を遂げたものである。
エジプト人は、ピクトグラムを、頭音法によってそれぞれの文字の表す語の最初の音を表すものとして用いた。このことが、音素文字の発展の第一歩となった。ただし、エジプト人達は、そのような文字を頭音による子音文字体系としてだけでなく、表意的あるいは音節的な用途にも用いていたので、この段階ではまだ音素文字が誕生していたとは言えない。しかし、ここでは、エジプト人の頭音法の原理が原シナイ文字や原カナン文字の碑文に影響を与えていると考えている。

## 原シナイ文字碑文とセム系文字
原シナイ文字と見られる碑文が、シナイ半島にあるトルコ石採掘共同体であったサラービート・ル・ハーディムで見つかっている。最初の記録は紀元前6世紀の探険家、アレキサンドリアのコスマスによるものである。考古学者のFlinders Petrie(en)は1905年、古代エジプト期のトルコ石採掘坑を発掘していた際に、サラービート・ル・ハーディムで、あるスフィンクス像を発見した。このスフィンクス像は現在では紀元前1500年頃のものと考えられている。スフィンクス像の片面に碑文があり、前脚の間からもういっぽうの面にかけては翻訳されたエジプトヒエログリフがある。これらの碑文を原シナイ文字としている。Petrieは、この文字資料に含まれる記号は30に満たないので、音素文字である可能性があると考えた。また、書かれている言語がセム語である可能性もあると考えた。この採掘坑地域ではカナン（現在のレバノンとイスラエルにあたる）から来たセム人がファラオの命によって作業に従事していた。
1915年、エジプト学者のアラン・ガーディナー(en)は、原シナイ文字の記号と絵文字的なエジプトヒエログリフの間に類似性を認め、エジプト語での記号と同じ意味になるセム語で記号に呼び名をつけた。この名前はヘブライ文字の字の名前になる。ガーディナーの考えでは、紀元前2千年紀後半にはヘブライ人がカナンに住み付いていたのだから、類似がみられるのは当然であった。そしてガーディナーは、自身の仮定に基づいて碑文のひとつを翻訳した。この語は、母音を補って翻字するとバアラト (baʿalat) となる。バアラトは、シナイ地方での女神ハトホルのセム語での呼び名で、「女主人」を意味する。
スフィンクス像につづいてイスラエルとレバノンでなされた発見によれば、音素文字を発明したのがフェニキア語やヘブライ語の祖にあたるカナン語を話していたとカナン人であったことがうかがえる。カナン人はクレタ人、ヒッタイト人、エジプト人、バビロニア人のそれぞれの帝国を行き来して交易をしていた。カナン人は既存の表記体系にとらわれずに、より速く書け、たやすく学べ、曖昧さのない文字体系を求めた。Andrew Robinsonは、証明はされていないもののありうることとして、カナン人が最初の音素文字を創造したと書いている。
考古学者のJohn DarnellとDeborah Darnellは、エジプト西部の砂漠地帯の街道沿いで2つの碑文を発見した。これらの碑文は、表音的な文字で表記されているものとしては最初期のものである。文字の字形が表すものには、古代エジプト語とセム語を読める人々にとってはなじみ深いものも見られる。

### セム系文字
エジプトの青銅器時代中期の文字体系は、いまだ完全に解読されていない。とはいえ、これらの文字体系は、少なくとも部分的に（おそらく完全に）音素的な文字体系のようである。最古の例は、エジプト中部で見つかった紀元前1800年頃のグラフィティ（落書き）(en)である。このセム系文字は、エジプト語の子音記号にとどまらず、ほかのエジプトヒエログリフもいくつか採り入れていて、おそらく全部で30文字ほどになる。また、字にセム語の呼び名がついている。例を挙げると、ヒエログリフのper（エジプト語で「家」）がbayt（セム語で「家」）となっている。ただ、これでセム語を表記するときに、それぞれの字形が頭音法の原則によって呼び名の最初の子音だけを表す純粋に音素的な文字体系であったのか、または祖先のヒエログリフのように複数の子音の連なりやさらには語をも表すことがあったのか、については、はっきりしていない。例えば、「家」の字形で b だけを表していた（beyt「家」の b）のかもしれないし、子音 b と子音の連なり byt の両方を表せた（エジプト語でこの字形が p と pr の両方を表し得たように）のかもしれない。ともあれ、この文字体系からカナンの文字体系が派生する過程で、もっぱら音素だけを表すものとなり、もともと「家」を表していたヒエログリフが b だけを表すものとなった。

### 原カナン文字碑文と音素文字の発展
原カナン文字のまとまった碑文がふたつ、エジプト南部にある王妃の谷の北方のワディ・エル・ホルで発見されている。これらの碑文に含まれる多くの字の形はエジプトの文字の形に非常に近いかまたはそっくりで、初期の子音文字体系とエジプトの表記体系とのつながりにさらなる確証を与えるものである。Gordon J. Hamiltonによれば、これらの碑文は、音素文字発祥の地がまさにエジプトであるということを示す傍証にもなるという。
この原カナン文字は、エジプト語の原型と同様、子音のみを表記するアブジャドと呼ばれる文字体系である。
原カナン文字はその後、フェニキア人へ22文字へ整理されて受け継がれ、フェニキア文字となった。

## 音素文字の発展

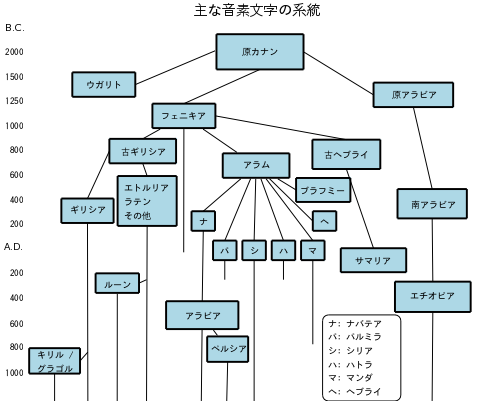
主な音素文字の系統。文字体系の名称の「文字」は省略した。出典は画像の説明を参照。

### ウガリト文字
シリアの北海岸のウガリト（現在のラス・シャムラ）の地で、原シナイ文字の時代の後の紀元前14世紀頃には音素文字が存在していたというたしかな証拠が見付かっている。ここで発見されたバビロニアの粘土板には、一千を超す楔形文字の記号が刻まれている。この記号はバビロニア語のものではなく、文字の異なりはわずか30である。およそ12の粘土板には、記号の一覧がある順序で刻まれており、この記号の順序はアラム文字、フェニキア文字、アラビア文字、ヘブライ文字で伝統的に行われていたものとほぼ一致する

### フェニキア文字
フェニキア文字は、早くも紀元前15世紀にはビブロス (Byblos) で使われていたが、22の字から成っており、母音を表記しなかった。フェニキア文字は原カナン文字（北セム文字）から発展したもので、字の形だけが変化している。フェニキア文字はフェニキア商人の手によって急速にひろまり、地中海沿岸地域にまで達した。時を経て、フェニキア文字からは主要な3つの音素文字が生まれる。ギリシア文字、ヘブライ文字、アラビア文字である。
フェニキア文字は、ティフナグ文字（ベルベル語の文字体系）をも生み出した。

### セム系アブジャドの末裔たち

フェニキアのアブジャドの末裔である4種の音素文字の比較。左からラテン文字、ギリシア文字、元になったフェニキア文字、ヘブライ文字、アラビア文字。

アラム文字は、紀元前7世紀にフェニキア文字から発展してきたもので、ペルシア帝国の公用の文字体系ともなった。これは、近東からアジアにかけて使われている現代の音素文字ほとんど全ての祖であるようだ。
- 現代のヘブライ文字は、アラム文字の局地的な変種に起源を持つ（もともとあったヘブライの音素文字はサマリア文字として現存している）[17][18]。
- アラビア文字は、アラム文字から今日のヨルダン南部のナバテア文字を経た末裔である。
- 紀元後3世紀以降使われるようになったシリア文字は、パフラヴィー文字からソグド文字を経て、北アジアの種々の音素文字へと発展した。突厥文字(en)他にも可能性があるとされているものはウイグル文字、蒙古文字、満州文字などである。
- グルジア文字の起源ははっきりわかっていないとされるが、ペルシアのアラム文字の一族であるとされる。（あるいはギリシア文字の可能性も考えられている。）
- アラム文字はまた、インド亜大陸のブラーフミー系文字(en)の祖であることもほぼ間違いないとされている。これは、ヒンドゥー教や仏教とともにチベット、モンゴル、インドシナ、マレー諸島へと広まった。（中国と日本では、仏教を受容したものの、すでに独自の文字文化を持っていたのではないかと考えられているため、従来の表語文字や音節文字を使いつづけた）。

## ギリシアへの伝播
古代のある時期に、ギリシア人らはフェニキア人の文字体系を借用して自身のものとした。フェニキア文字をギリシアにもたらした功績はしばしばフェニキア人のカドモスに帰せられ、また、ギリシア文字はフェニキア文字の影響で生まれたものであるため、Phoenicia.orgによれば、フェニキア文字は西洋のあらゆる音素文字の祖であるという。フェニキアに暮らすギリシア人らが文字を借用し、ギリシアで使われるようになったというのは、ありうることである。

### ギリシア文字
ギリシア文字の字はフェニキア文字と同じ呼び名を持ち、両者の順序も同じである。しかし、ギリシア人はこの文字体系をアルファベットに変えた。
ギリシア語はインド・ヨーロッパ語族に属し、セム諸語（アラビア語、フェニキア語、ヘブライ語など）と比べると、母音により重きを置く。したがって母音字（最低限の [a], [e], [i], [o], [u] の五つ）を作ることが必要となり、フェニキア文字の中でギリシア語に不要な子音字を転用した。ギリシア文字のΥも、フェニキア文字の子音字[w] から作られたが、その異体形を利用してギリシャ文字の子音字Ϝ [w] と母音字Υ [u] の異なる文字として区別とし、最初期は 23文字のアルファベットが作られた。
このアルファベットでは、いくらか異なる2種の変種が発展した。ひとつは西方ギリシア文字と呼ばれるもので、アテネより西とイタリア南部で使われた。もうひとつの変種は東方ギリシア文字と呼ばれるもので、現在のトルコで、またアテネで使われ、ついには他のギリシア語を話すすべての地域でこの変種が使われるようになった。もともとの文字は右から左へ書く横書きであったが、ギリシア人らは左から右に文字を書くようになり、右から左に書いていたフェニキア人らとは逆になった。
ギリシア語は形態的に大きく異なっており、母音文字がないのは不都合だった。しかしこれは、単純な方法で解決された。フェニキア文字の字の呼び名は子音で始まっており、この子音がその字の表す音になった。だが、その中にはかなり有声音でギリシア人には発音できないようなものもあったから、若干の字の始めには母音をつけて発音するようになった。この体系の基礎である頭音法の原理によって、その文字は母音を表すものになったのである。たとえば、ギリシア人は声門閉鎖音や h 音を使えなかったので、フェニキア文字の ’alep および he は、ギリシア文字のアルファおよび e（後にエプシロンと呼び名が変わる）となり、/ʔ/ および /h/ ではなく、/a/ および /e/ の母音を表すことになった。これによって調達できた母音はギリシア語の12の母音のうち6個だけだったので、ギリシア人は次に二重音字を作ったり字を変形したりした。たとえば ei、ou、o のようなものである（最後のものはオメガとなった）。文字がないことに眼をつぶることにしたものもある。長音の a, i, uがそうである。

## ギリシア文字の末裔たち
ギリシア文字は、現代ヨーロッパのすべての文字体系の起源となった。ギリシア語の初期西部方言のアルファベットでは、イータが h のままとなり、古代イタリア文字や種々のラテン系文字を生み出した。東部方言では、イータは /h/ ではなく母音を表し、東ギリシア型アルファベットから派生した現代ギリシア文字その他の文字体系でも、母音のままである。こういった文字体系にはグラゴル文字、キリル文字、アルメニア文字、ゴート文字（ただしギリシア文字とラテン系文字の両方から文字を採っている）がある。そしておそらくグルジア文字もそうである。
以上の解説によれば、文字体系の発展は単線的に進んだかのようだが、実際はもっと複雑である。たとえば、満州文字は西アジアのアブジャドから生じたものだが、朝鮮語のハングルからも影響を受けている。そしてこのハングルは、系統上は孤立している（従来の見かた）か、または南アジアのアブギダから生じたものである。グルジア文字は、アラム系文字から生じたものだが、その着想にはギリシア文字の影響が強く見られる。ギリシア文字は、その起源を最初のセム語アブジャドからエジプトヒエログリフにまで遡ることができるが、後にコプト文字でエジプト語を表記する際にエジプト民衆書体を数文字採り入れている。さらに、クリー文字（アブギダ）の例がある。これはデーヴァナーガリーとピットマン式速記の混成であるが、後者は系統上は孤立しているとはいえ、その起源はラテン文字の筆記体に遡れそうである。

## インドへの伝播

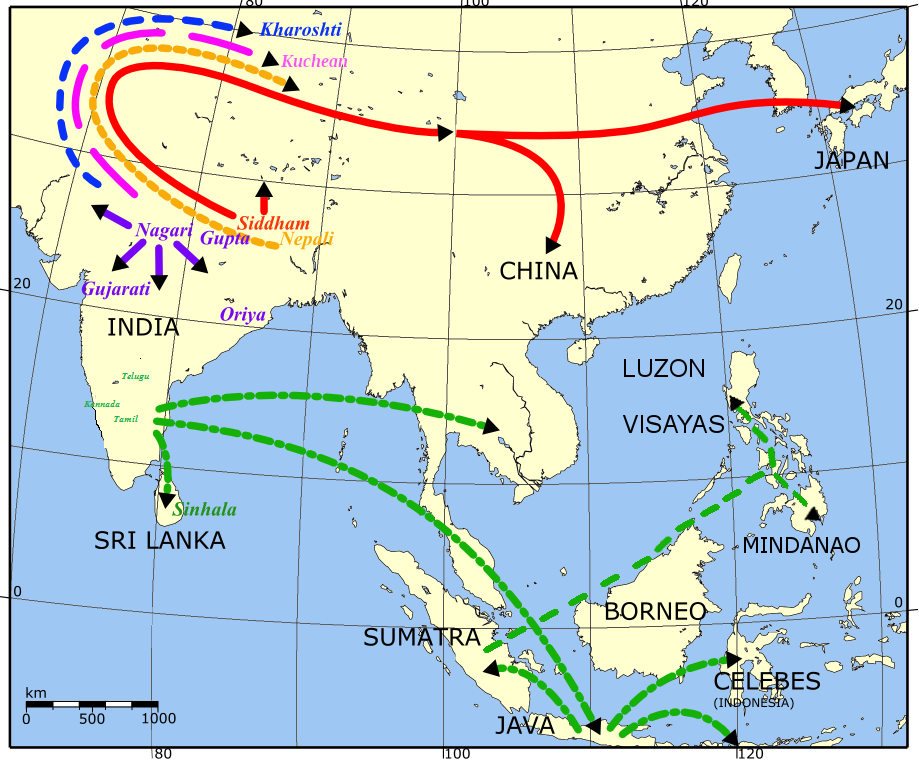
ブラーフミー系文字のインドからアジア各地への伝播のようす。

## 字の呼び名と順序
原シナイ文字については、字の数も、その順序もわかっていない。その末裔たち、ウガリト文字には27の子音字、南アラビア文字には29の字があり、フェニキア文字では22字に減った。これらの文字体系の字の順序には2種類ある。フェニキア文字では ABGDE の順、南アラビア文字では HMĦLQ の順だった。ウガリト文字は両方の順序を保持していた。それぞれの文字体系から発展した文字体系でも、この順序が驚くほどよく保たれていることがわかっている。
字の呼び名は、フェニキア文字から発展した種々の文字体系でよく保たれていることがわかっている。このような文字体系としてはサマリア文字、アラム文字、シリア文字、ヘブライ文字、ギリシア文字などがある。しかし、アラビア文字とラテン文字では呼び名が変わってしまっている。字の順序は、ラテン文字、アルメニア文字、ゴート文字、キリル文字ではいくらか保たれているが、ブラーフミー文字、ルーン文字、アラビア文字では変わってしまっている（アラビア文字では、伝統的なアブジャディ順が残っていたり、再び使われるようになることもある）。
下表に、フェニキア文字とそれから発展したいくつかの文字体系の概要を示す。
| 番号 | 原カナン文字               | IPA       | 音価 | ウガリト文字 | フェニキア文字 | ヘブライ文字 | アラビア文字 | その他        |
| ---- | -------------------------- | --------- | ---- | ------------ | -------------- | ------------ | ------------ | ------------- |
| 1    | ʼalp「雄牛」               | /ʔ/       | 1    | 𐎀 ʼalpa      | ʼālep          | א            | ﺍ            | Α A А ᚨ       |
| 2    | bet「家」                  | /b/       | 2    | 𐎁 beta       | bēt            | ב            | ﺏ            | Β B В-Б ᛒ     |
| 3    | gaml「投げ棒」             | /g/       | 3    | 𐎂 gamla      | gīmel          | ג            | ﺝ            | Γ C-G Г ᚲ     |
| 4    | dalet「扉」 / digg「魚」   | /d/       | 4    | 𐎄 delta      | dālet          | ד            | ﺩ            | Δ D Д         |
| 5    | haw「窓」 / hll「歓喜」    | /h/       | 5    | 𐎅 ho         | hē             | ה            | هـ           | Ε E Е-Є       |
| 6    | wāw「鈎」                  | /β/       | 6    | 𐎆 wo         | wāw            | ו            | و            | Ϝ-Υ F-V-Y У ᚢ |
| 7    | zen「武器」 / ziqq「手枷」 | /z/       | 7    | 𐎇 zeta       | zayin          | ז            | ز            | Ζ Z З         |
| 8    | ḥet「糸」 / 「柵」?        | /ħ/ / /x/ | 8    | 𐎈 ḥota       | ḥēt            | ח            | ح            | Η H И ᚺ       |
| 9    | ṭēt「車輪」                | /tˁ/      | 9    | 𐎉 ṭet        | ṭēt            | ט            | ط            | Θ Ѳ           |
| 10   | yad「腕」                  | /j/       | 10   | 𐎊 yod        | yōd            | י            | ي            | Ι I ᛁ         |
| 11   | kap「手」                  | /k/       | 20   | 𐎋 kap        | kap            | כ            | ك            | Κ K К         |
| 12   | lamd「突き棒」             | /l/       | 30   | 𐎍 lamda      | lāmed          | ל            | ل            | Λ L Л ᛚ       |
| 13   | mem「水」                  | /m/       | 40   | 𐎎 mem        | mēm            | מ            | م            | Μ M М         |
| 14   | naḥš「蛇」 / nun「魚」     | /n/       | 50   | 𐎐 nun        | nun            | נ            | ن            | Ν N Н         |
| 15   | samek「支える」 / 「魚」?  | /s/       | 60   | 𐎒 samka      | sāmek          | ס            | -            | Ξ             |
| 16   | ʻen「眼」                  | /ʕ/       | 70   | 𐎓 ʻain       | ʻayin          | ע            | ع            | Ο O О         |
| 17   | pu「口」 / piʼt「隅」      | /p/       | 80   | 𐎔 pu         | pē             | פ            | ف            | Π P П         |
| 18   | ṣad「植物」                | /sˁ/      | 90   | 𐎕 ṣade       | ṣādē           | צ            | ص            | Ϡ             |
| 19   | qup「綱」?                 | /kˁ/      | 100  | 𐎖 qopa       | qōph           | ק            | ق            | Ϙ Q Ҁ         |
| 20   | raʼs「頭」                 | /r/ / /ɾ/ | 200  | 𐎗 raša       | rēš            | ר            | ر            | Ρ R Р ᚱ       |
| 21   | šin「歯」 / šimš「太陽」   | /ʃ/       | 300  | 𐎌 šin        | šin            | ש            | س            | Σ S Ш ᛊ       |
| 22   | taw「しるし」              | /t/       | 400  | 𐎚 to         | tāw            | ת            | ت            | Τ T Т ᛏ       |

これら22の子音は北西セム語の音韻を表している。原シナイ文字で再建された子音のうち、7つはなくなっている。歯摩擦音 ḏ, ṯ, ṱ、無声側面摩擦音 ś, ṣ́、有声口蓋垂摩擦音 ġである。また、無声口蓋垂摩擦音と無声咽頭摩擦音 ḫ, ḥ の区別がなくなり、カナン文字では ḥet に統合されている。アラビア文字では、これらを表す字形上の変種が6つ加わっている（ś を除く。これはゲエズ文字では ሠ という独立した音素として残っている）。加わったのは
ḏ > ḏāl、
ṯ >  ṯāʼ、
ṱ > ḍād、
ġ > ġayn、
ṣ́ > ẓāʼ、
ḫ > ḫāʼ である（ただし、セム祖語の29の子音の再建には、アラビア語の知見が多く利用されていることに注意。詳細はセム祖語を参照）。

## 字形上の系統から孤立している音素文字
現用されている音素文字で、字形から起源をカナン文字にたどれないものとしては、ターナ文字がある。この文字体系は、明らかにアラビア文字その他の実在の音素文字に範をとっているが、字をそれらの文字体系の数字から採っているという特異なものである。1920年代にソマリ語のために考案されたオスマニヤ文字(en)は、ソマリアでは1972年までラテン文字とともに公用の文字体系であったが、子音の字形はまったくの独創によるもののようである。
今日では公的に用いられない文字体系のなかにも、字形上は孤立しているものが若干ある。注音符号は漢字から派生した表音文字である。インド東部のオル・チキ文字(en)は「危険」「集会所」などの伝統的な記号や、独自に作り出されたピクトグラムをもとにしているようである（オル・チキ文字での字の呼び名は、かつて現れた音素文字と同様、それが表すものと音とが頭音法の原理で関連づけられているが、字が表す名前の「終わりの」子音や母音となる。 le「こぶ」は e を、en「脱穀」は n を表す）。
古代世界では、刻み目で文字を表すオガム文字もあった。また、古代ペルシア帝国の碑文は、音素だけを表す楔形文字の文字体系で記された。その字形は特別に作られたもののようである。これらの体系はいずれも、「字形上は」世界のほかの音素文字から孤立しているが、それら先行する体系を参考に考案されたものである。

## 別の媒体による音素文字
書記媒体の移行によって、時に字形がまったく異なるものになったり、関連をたどることが困難になったりする。たとえば、楔形文字のウガリト文字がセム人のアブジャドから派生したことは直ちには明らかでないが、それが実際に起こったことであろう。また、指文字はさまざまな言語の手書き文字の形から直接生まれたものである（イギリス指文字(en)、フランス(en)、米国(en)の指文字はラテン文字の、インド指文字(en)はデーヴァナーガリーの字形からそれぞれ生まれている）。しかし、点字、腕木通信、手旗信号、モールス符号では、字形になんの関連性もない。たとえば、英語点字や腕木通信の字はラテン文字のアルファベット順から決められたが、字そのものの形は関係ない。現代速記も、字形に関連性がないようだ。ラテン文字から派生したものであっても、その出自を字形からたどることはできなくなってしまっている。

## 注
1. ↑  Himelfarb, Elizabeth J. (Jan./Feb. 2000). “First Alphabet Found in Egypt”. Archaeology 53 Issue 1 (21).
2. ↑  Millard, A.R. "The Infancy of the Alphabet", World Archaeology 17, No. 3, Early Writing Systems (Feb., 1986): 390-398. pages 390-391.
3. ↑  アリストス・ジョージャウ (2025-3-18). “アルファベットの起源に驚きの発見”. ニューズウィーク日本版:  36.
4. ↑  Jack Kilmon. “The History of Writing”.   The Scriptorum. 2007年8月11日閲覧。
5. 1 2  McCarter, P. Kyle. "The Early Diffusion of the Alphabet", The Biblical Archaeologist 37, No. 3 (Sep., 1974): 54-68. page 56.
6. ↑  Robinson, Andrew, (1995). The Story of Writing: Alphabets, Hieroglyphs & Pictograms, New York: Thames & Hudson Ltd. pages 160-161.
7. 1 2  Robinson, Andrew, (1995). The Story of Writing: Alphabets, Hieroglyphs & Pictograms, New York: Thames & Hudson Ltd. page 161.
8. ↑  Goldwasser, Orly (Mar–Apr 2010). "How the Alphabet Was Born from Hieroglyphs". Biblical Archaeology Review (Washington, DC: Biblical Archaeology Society) 36 (1). ISSN 0098-9444. Retrieved 6 Nov 2011.
9. ↑  Himelfarb, Elizabeth J. "First Alphabet Found in Egypt", Archaeology 53, Issue 1 (Jan./Feb. 2000): 21.
10. ↑  “World: Middle East Oldest alphabet found in Egypt”.   BBC (November 15, 1999 17:56 GMT). 2008年2月2日閲覧。 および “Ancient graffiti may display oldest alphabet”. The Japan Times. (December 1, 1999) 2008年2月2日閲覧。.
11. ↑  ヒーリー, ジョン『初期アルファベット』矢島文夫監修、竹内茂夫訳、學藝書林〈大英博物館双書 失われた文字を読む 4〉、1996年9月、pp.29-32頁。ISBN 4-87517-014-9。
12. ↑  McCarter, P. Kyle. “The Early Diffusion of the Alphabet.” The Biblical Archaeologist 37, No. 3 (Sep., 1974): 54-68. page 57.
13. ↑  ヒーリー, ジョン『初期アルファベット』矢島文夫監修、竹内茂夫訳、學藝書林〈大英博物館双書 失われた文字を読む 4〉、1996年9月、pp.31-32頁。ISBN 4-87517-014-9。
14. ↑  Hamilton, Gordon J. "W. F. Albright and Early Alphabetic Writing", Near Eastern Archaeology 65, No. 1 (Mar., 2002): 35-42. page 39-49.
15. ↑  Robinson, Andrew, (1995). The Story of Writing: Alphabets, Hieroglyphs & Pictograms, New York: Thames & Hudson Ltd. page 162.
16. ↑  Millard, A.R. "The Infancy of the Alphabet", World Archaeology 17, No. 3, Early Writing Systems (Feb., 1986): 390-398. page 395.
17. ↑  ヒーリー, ジョン『初期アルファベット』矢島文夫監修、竹内茂夫訳、學藝書林〈大英博物館双書 失われた文字を読む 4〉、1996年9月、pp.73-75頁。ISBN 4-87517-014-9。
18. ↑  Robinson, Andrew, (1995). The Story of Writing: Alphabets, Hieroglyphs & Pictograms, New York: Thames & Hudson Ltd. page 172.
19. 1 2  McCarter, P. Kyle. "The Early Diffusion of the Alphabet", The Biblical Archaeologist 37, No. 3 (Sep., 1974): 54-68. page 62.
20. ↑  Robinson, Andrew, (1995). The Story of Writing: Alphabets, Hieroglyphs & Pictograms, New York: Thames & Hudson Ltd. page 166.
21. ↑  Robinson, Andrew, (1995). The Story of Writing: Alphabets, Hieroglyphs & Pictograms, New York: Thames & Hudson Ltd. page 170.
22. ↑  Robinson, Andrew. The Story of Writing: Alphabets, Hieroglyphs & Pictograms. New York: Thames & Hudson Ltd., 1995.
23. ↑  BBC. "The Development of the Western Alphabet." [updated 8 April 2004; cited 1 May 2007]. Available from http://www.bbc.co.uk/dna/h2g2/A2451890.
24. ↑  “Alfabetos de Ayet y de Hoy - Brahmi”.   Promotora Española de Lingüística. 2007年8月1日閲覧。

日本語での文字体系の呼称や用語の表記は、原則として以下によった。
1. 河野六郎・千野栄一・西田龍雄編著『言語学大辞典 別巻 世界文字辞典』三省堂、2001年7月。ISBN 4-385-15177-6。

## 関連書籍
- David Diringer, History of the Alphabet, 1977, ISBN 0-905418-12-3.
- Peter T. Daniels, William Bright (eds.), 1996.  The World's Writing Systems,  ISBN 0-19-507993-0.
- Joel M. Hoffman, In the Beginning: A Short History of the Hebrew Language, 2004, ISBN 0-8147-3654-8.
- Robert K. Logan, The Alphabet Effect: The Impact of the Phonetic Alphabet on the Development of Western Civilization, New York: William Morrow and Company, Inc., 1986.
- B.L. Ullman, "The Origin and Development of the Alphabet," American Journal of Archaeology 31, No. 3 (Jul., 1927): 311-328.
- フィッシャー, スティーヴン・ロジャー 著、鈴木晶 訳『文字の歴史』研究社、2005年10月。ISBN 4-327-40141-2。（原著 Fischer, Steven Roger (2001). A History of Writing. Reaktion Books Ltd.）